# Aleksej Popov
Aleksej Popov (russisk: Алексей Дмитриевич Попо́в) (født 12. marts 1892 i Pugatjov i det Russiske Kejserrige, død 18. august 1961 i Moskva i Sovjetunionen) var en sovjetisk filminstruktør og skuespiller.

## Filmografi
- To venner, en model og en kæreste (Два друга, модель и подруга, 1927)[1][2]
- Store problemer (Крупная неприятность, 1930)